# Depresión danubiana
La depresión danubiana o del Danubio (en eslovaco: Podunajská nížina) es la parte de la pequeña llanura húngara (Pequeño Alföld) que pertenece a Eslovaquia, localizada entre el río Danubio, los Pequeños Cárpatos y las demás partes de los Cárpatos occidentales.
En términos de geomorfología, forma una unidad junto con la cuenca de Neusiedl (Neusiedler Becken), en Austria, y la cuenca de Győr (Győri-medence), en Hungría. Es una extensa depresión tectónica rellena de capas de Cuaternario neógeno hasta una altura de entre 100 y 350 metros. Está formada por las dos partes siguientes:
- colinas danubianas (también traducido como Tierra alta danubiana) en el norte;
- llano danubiano (también traducido como Llanura danubiana) en el sur.

Muchos asentamientos, urbanos y de otro tipo, pueden encontrarse en esta zona primordialmente agrícola. Las ciudades de Topoľčany, Nové Zámky, Komárno, Levice, Dunajská Streda y Galanta son centros administrativos. Son centros de industria y del procesamiento de productos agrícolas (molinos, fábricas de cerveza, etc.). Antiguas ciudades vinícolas (Svätý Jur, Pezinok, Modra) y balnearios (Piešťany, Dudince) también pueden encontrarse en la depresión. Véase los artículos de las dos subdivisiones para saber más.